# 汪守廉
汪守廉（16世紀—17世紀），字克辨，湖廣黃州府黃岡縣人，明朝政治人物。

## 生平
汪守廉的祖父汪太章曾在荒年捐出穀千石，不要求鄉人償還。隆慶元年（1567年），汪守廉中舉人，萬曆二年（1574年）會試中副榜，任職彭澤教諭，在當地興學勸士，分考四年（1576年）應天鄉試，得士者大多以清直顯貴。
之後汪守廉遷任雙流知縣，視察冤獄、清除隱賦，人稱神明，擢官威州知州得士民愛慕，苗族人也傾服，政績記載在《茂州名宦志》；再改官曲靖同知以清廉聞名，朝廷賜璽書金褒獎，不久因府母去世回鄉，家無長物。兒子汪傑是選貢，任臨洮通判，和父親入祀名宦祠，而孫子汪國深則隱居不出仕。

## 引用
1. 1 2  道光《黃岡縣志·卷八·人物志》：汪守廉，字克辨，祖太章有隱德，歲凶出穀千石貸里中，不責償。守廉性孝友、負介節，隆慶丁卯舉人，以甲戌會副授彭澤教諭，興學勸士，分丙子應天試，得士多以清直顯；遷雙流知縣，察冤獄、清隱賦人稱神明，擢知威州，民有疾苦，身若痌瘝，士民愛慕，苗獠傾服，詳《茂州名宦志》。遷曲靖同知，以清白聞，璽書賜金褒之，值艱歸家無長物；子傑，選貢，臨洮通判，亦祀名宦，孫國深見隱逸傳。
2. ↑  道光《黃岡縣志·卷六·選舉志》：隆慶元年丁卯科 解元李廷楫 ……汪守廉 會試副榜，曲靖同知，有傳……封廕……明……晉封奉政大夫汪守廉 以子傑貴